# Herb Wiedoeft
Herb Wiedoeft (* 1886 in Neuenburg in Westpreußen; † Mai 1928 bei Klamath Falls, Oregon) war ein US-amerikanischer Jazztrompeter und Bandleader.

## Leben
Herb Wiedoeft war der Sohn deutscher Einwanderer und begann seine Musikerkarriere Anfang der 1920er Jahre in Los Angeles, wo er mit einer eigenen Band auftrat; den Durchbruch erreichte er mit seinem langen Engagement im Cinderella Roof in Los Angeles. Seine damals entstandenen Aufnahmen unter der Bandbezeichnung Cinderella Roof Orchestra für Brunswick (u. a. „Oh! Gee, Oh! Gosh, Oh! I’m in Love“) machten sein Orchester schnell entlang der Westküste der USA bekannt; seine Erkennungsmelodie war der Cinderella Blues.
In der Wiedoeft-Band spielten insgesamt drei Teams von Brüdern; eines waren die Wiedoft-Brüder Herb, Gerhardt als Bassist, Adolph als Schlagzeuger und am bekanntesten der Saxophonist Rudy Wiedoeft, der die Band jedoch bald verließ und nach New York ging; dann die zwei Rose-Brüder und ferner die zwei Lucas-Brüder, von denen Clyde Lucas später selbst eine Bigband leiten sollte. Als Bandsänger agierten Clyde Lucas, Dub Kirkpatrick und das Wiedoeft Trio.
Im Mai 1928 wurde Herb Wiedoeft, der mit dem Auto zwischen Seattle und Los Angeles unterwegs war, bei einem Verkehrsunfall zwischen Medford und Klamath Falls getötet. Danach übernahm Posaunist Jesse Stafford die Band und verlegte ihr Hauptquartier nach San Francisco, wo sie in den nächsten drei Jahren im Palace Hotel auftraten; danach als Theater-Orchester noch einige weitere Jahre, bis Stafford 1937 starb.